# Wilder Zabala
Wilder Zabala Perrogón (Santa Cruz de la Sierra; 31 de diciembre de 1982) es un futbolista boliviano que juega como defensa.

## Selección nacional
Ha sido internacional con la Selección de fútbol de Bolivia en 2 ocasiones sin anotar goles.

## Clubes
| Club                   | País    | Año         | PJ  | Goles |
| ---------------------- | ------- | ----------- | --- | ----- |
| Real Potosí            | Bolivia | 2002 - 2004 | 6   | 1     |
| Blooming               | Bolivia | 2005 - 2008 | 4   | 0     |
| Oriente Petrolero      | Bolivia | 2009        | 42  | 1     |
| Blooming               | Bolivia | 2010        | 58  | 0     |
| Oriente Petrolero      | Bolivia | 2011 - 2014 | 102 | 3     |
| San José               | Bolivia | 2014 - 2015 | 30  | 3     |
| Universitario de Sucre | Bolivia | 2015        | 8   | 0     |
| Royal Obrero           | Bolivia | 2016        |     |       |